# Таос (Њу Мексико)
Таос (енгл. Taos) град је у америчкој савезној држави Њу Мексико.

## Демографија
По попису из 2010. године број становника је 5.716, што је 1.016 (21,6%) становника више него 2000. године.
| Група             | 2000.         | 2010.         |
| Белци             | 1.802 (38,3%) | 2.290 (40,1%) |
| Афроамериканци    | 25 (0,5%)     | 39 (0,7%)     |
| Азијати           | 29 (0,6%)     | 55 (1,0%)     |
| Хиспаноамериканци | 2.554 (54,3%) | 2.969 (51,9%) |
| Укупно            | 4.700         | 5.716         |